# Ch-66
Ch-66 (ros. Х-66, izdielije 66, w kodzie NATO: AS-7 Kerry) – radziecki kierowany pocisk rakietowy powietrze-ziemia z lat 60. XX wieku.

## Historia
Jednym z rodzajów uzbrojenia przenoszonego przez samolot MiG-23 miała być lekka rakieta powietrze-ziemia, odpowiednik amerykańskiego pocisku AGM-12 Bullpup. Rakieta oznaczona jako Ch-23 miała zostać skonstruowana w OKB-134 Wympieł. Prace konstrukcyjne rozpoczęto w kwietniu 1965 roku, jednak przez kilka miesięcy nie udało się opracować wstępnego systemu kierowania rakiety, który ze względu na niewielką masę nosiciela i rakiety musiał być lekki i zajmować niewiele miejsca.
Opóźnienia sprawiły, że na początku 1966 roku prace przeniesiono do nowo utworzonego 12 marca 1966 doświadczalnego biura konstrukcyjnego OKB Zwiezda przy Fabryce nr 455 KMZ „Strieła” w Kaliningradzie pod Moskwą (obecnie Korolew), produkującej rakiety powietrze-powietrze K-5 i K-8. Wcześniej, w 1963 przeprowadzono próby atakowania celów naziemnych rakietami powietrze-powietrze RS-2US (K-51), zdalnie kierowanymi w wiązce prowadzącej. Próby wykazały, że możliwe jest takie zastosowanie i celność pocisków jest zadowalająca, ale z uwagi na niewielką masę głowicy bojowej (13 kg), w połączeniu z błędem trafienia, skuteczność ataków jest niewielka. Konstruktorzy Zwiezdy zaproponowali więc połączenie układu naprowadzania rakiety RS-2US z silnikiem rakiety p-p K-8 i nową głowicą burzącą o masie 103 kg. Dodatkową zaletą tego rozwiązania była możliwość uzbrojenia w zaprojektowaną rakietę samolotów przenoszących pociski RS-2US.
Propozycja konstruktorów Zwiezdy została przyjęta, z tym że postanowiono, że pocisk wykorzystujący system naprowadzania rakiety RS-2US będzie rozwiązaniem tymczasowym, do czasu dopracowania Ch-23. W związku z tym otrzymał on nowe oznaczenie Ch-66.
Rakieta Ch-66 miała głowicę bojową kumulacyjno-odłamkową o masie 103 kg, w tym 51 kg materiału wybuchowego. Zespół napędowy przejęto z rakiety K-5. Nowa była rozdwojona dysza. W tylnej części rakiety, za dyszą znajdował się układ naprowadzania w wiązce prowadzącej. Prototypowe pociski skonstruowano w 1966 roku, a ich próby rozpoczęto w 1967 roku na samolocie MiG-21PF. Do uzbrojenia został przyjęty postanowieniem władz z 14 maja 1968 roku. Mógł być używany jedynie przez samoloty ze stacją radiolokacyjną RP-21 – przede wszystkim MiG-21PF i jego wersje pochodne, a także wczesne odmiany MiG-23 (nieliczne S i eksportowe MF). MiG-21 mógł przenosić do czterech pocisków Ch-66. Starsze publikacje podawały informacje o pojedynczej rakiecie na centralnym węźle podkadłubowym.
Według oficjalnych danych, zasięg wynosił do 8 km, błąd trafienia 2,5–5 m, prawdopodobieństwo porażenia celu salwą dwóch pocisków 0,36–0,7. Wadą przyjętego systemu naprowadzania była konieczność utrzymywania przez cały czas lotu pocisku (do 20 sekund) celu w celowniku lecącego w jego kierunku samolotu.
W 1973 roku opracowano kontener Łucz ze stacją radiolokacyjną umożliwiającą używanie pocisków Ch-66 przez inne samoloty, lecz nie wszedł do służby z uwagi na uznanie rakiety za nieperspektywiczną. W latach 70. zaprzestano produkcji rakiet Ch-66 i wycofano je z uzbrojenia, zastępując pociskami Ch-23 używanymi z nowszymi samolotami myśliwsko-szturmowymi. Od bardziej rozpowszechnionych pocisków Ch-23, Ch-66 różnił się wizualnie przede wszystkim bardziej opływowym stożkiem końcowym z „żądłem” anteny.